# 大天王
大天王（?—?），明朝末年民变首领，名不详，号大天王。
大天王从陕西起兵，崇祯五年（1632年），山西巡抚许鼎臣上奏：“晋贼紫金梁虽死，老回回、过天星、大天王、蝎子塊、闯塌天诸渠未灭。”崇祯十年（1637年）孙传庭派副将盛略等人在宝鸡打败了大天王。大天王逃进山谷中，孙传庭追赶到凤翔。崇祯十一年（1638年）四月民变再入陕西，其首领号六队，与大天王、混天王、争管王四部连营东犯，大天王等进犯庆阳、宝鸡，孙传庭回师到合水交战，打跑了大天王，抓住了大天王两个儿子，追击大天王到延安。大天王听说孙传庭没杀他的两个儿子，就投降了。